# La Voix des femmes (Haïti)
Pour les articles homonymes, voir La Voix des femmes.
La Voix des femmes est un journal mensuel haïtien, fondé en 1935 par la Ligue féminine d'action sociale (LFAS), la première association féministe d'Haïti.

## Histoire du journal
Le journal est fondé un an après la création de la Ligue féminine d'action sociale. Son premier numéro est publié en octobre 1935. Sa rédactrice en chef, l'avocate Jeanne Perez, est entourée des éditrices Alice Garoute, Madeleine Sylvain, et Cléante Desgraves Valcin, qui est gérante du journal,. Le journal est rédigé et édité par une équipe intégralement féminine et bénévole.
Il est publié à un rythme mensuel ou bimensuel jusqu'à novembre 1947, avec une interruption en 1942 en raison de la seconde guerre mondiale.

## Thématiques
La Voix des femmes dénonce les injustices subies par les femmes en Haïti. Il constitue aussi un lieu d'expression des autrices haïtiennes, notamment de poètes comme Cléante Valcin, Marie-Thérèse Colimon, Jacqueline Wiener, Emmelyne Carriès-Lemaire.